# Wilhelm Sandner

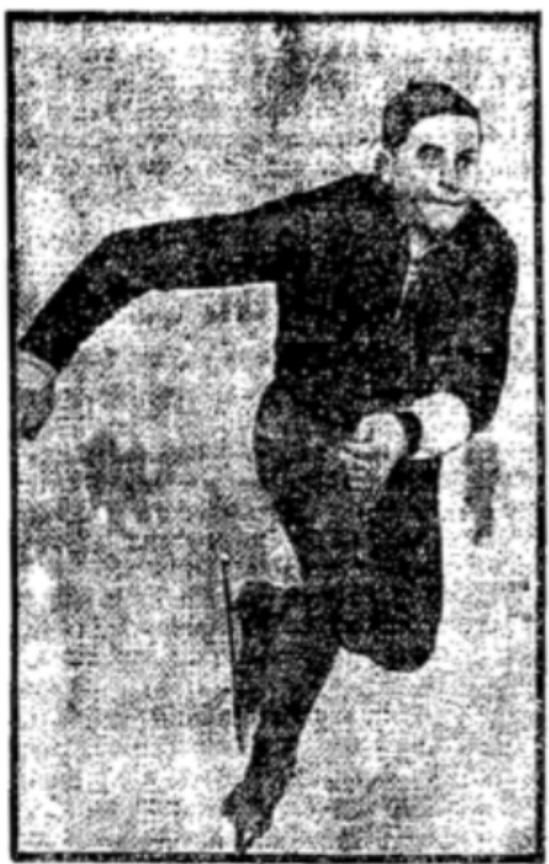
Wilhelm Sandner

Wilhelm „Willy“ Sandner (* 8. März 1911 in München; † Juni 1984 ebenda) war ein deutscher Eisschnellläufer. Zwischen 1933 und 1938 wurde er sechs Mal in Folge Deutscher Meister im Mehrkampf.
Sandner kam nur zufällig zum Eisschnelllauf. Als der gelernte Schlosser Ende der 1920er Jahre arbeitslos wurde, nahm er an einem Rennen auf der Natureisbahn auf dem Kleinhesseloher See teil. Sein gutes Ergebnis war Anlass für seinen Beitritt zum Münchener Eislauf-Verein.
Bereits bei seiner ersten Teilnahme an einer deutschen Meisterschaft wurde er, als Jugendlicher außer Konkurrenz startend, Vierter. Nach drei Vizemeisterschaften stieg Sandner zum besten deutschen Eisschnellläufer auf und gewann sechs Mehrkampftitel in Folge. Zwischen 1934 und 1936 stellte er auf den Strecken zwischen 500 Metern und 10.000 Metern, sowie im Großen Vierkampf zwölf neue deutsche Rekorde auf.
International musste sich Sandner jedoch stets der Konkurrenz geschlagen geben. Dreimal (1935, 1936 und 1938) nahm er an Weltmeisterschaften teil. Seine beste Platzierung erreichte er 1936 in Davos mit einem 10. Platz im Großen Vierkampf.
Bei den Olympischen Winterspielen 1936 in Garmisch-Partenkirchen bestritt Sandner drei Rennen. Über 500 Meter wurde er 19., über 1500 Meter 16. und auf der 10.000-Meter-Strecke 12. 1940 nahm Sandner zum letzten Mal an Deutschen Meisterschaften teil.